# Glenreagh
Glenreagh är en ort i Australien. Den ligger i kommunen Clarence Valley och delstaten New South Wales, i den sydöstra delen av landet, omkring 450 kilometer norr om delstatshuvudstaden Sydney. Antalet invånare är 964.
Runt Glenreagh är det ganska tätbefolkat, med 67 invånare per kvadratkilometer.. Närmaste större samhälle är Nana Glen, nära Glenreagh.
I omgivningarna runt Glenreagh växer i huvudsak städsegrön lövskog. Genomsnittlig årsnederbörd är 1 716 millimeter. Den regnigaste månaden är januari, med i genomsnitt 287 mm nederbörd, och den torraste är oktober, med 24 mm nederbörd.